# Markus Kuhn
Markus Guenther Kuhn (Munique, janeiro de 1971) é um cientista da computação alemão, trabalhando atualmente no Laboratório de Computação da Universidade de Cambridge e um Fellow do Colégio Wolfson de Cambridge.
Em 1994, ainda como graduando, tornou-se conhecido por desenvolver diversas maneiras de burlar o sistema criptográfico VideoCrypt, mais notavelmente o emulador de cartão inteligente Season7.

## Prêmios e honrarias
Em 1987 e 1988, ele venceu o campeonato nacional alemão de ciência da computação, e em 1989, ele ganhou uma medalha de ouro pro time da Alemanha Ocidental na Olimpíada Internacional de Informática.